# Aegina (planetka)
(91) Aegina je planetka nacházející se v hlavním pásu asteroidů. Její průměr činí asi 110 km. Byla objevena 4. listopadu 1866 francouzským astronomem E. Stephanem.